# Municipio de New Hope (Arkansas)
El municipio de New Hope (en inglés: New Hope Township) es un municipio ubicado en el condado de Izard en el estado estadounidense de Arkansas. En el año 2010 tenía una población de 956 habitantes y una densidad poblacional de 13,12 personas por km².

## Geografía
El municipio de New Hope se encuentra ubicado en las coordenadas 36°12′56″N 91°55′12″O / 36.21556, -91.92000. Según la Oficina del Censo de los Estados Unidos, el municipio tiene una superficie total de 72.84 km², de la cual 72,81 km² corresponden a tierra firme y (0,04 %) 0,03 km² es agua.

## Demografía
Según el censo de 2010, había 956 personas residiendo en el municipio de New Hope. La densidad de población era de 13,12 hab./km². De los 956 habitantes, el municipio de New Hope estaba compuesto por el 96,34 % blancos, el 0,1 % eran afroamericanos, el 1,46 % eran amerindios, el 0,52 % eran asiáticos y el 1,57 % eran de una mezcla de razas. Del total de la población el 0,42 % eran hispanos o latinos de cualquier raza.